# Stimezo Zwolle

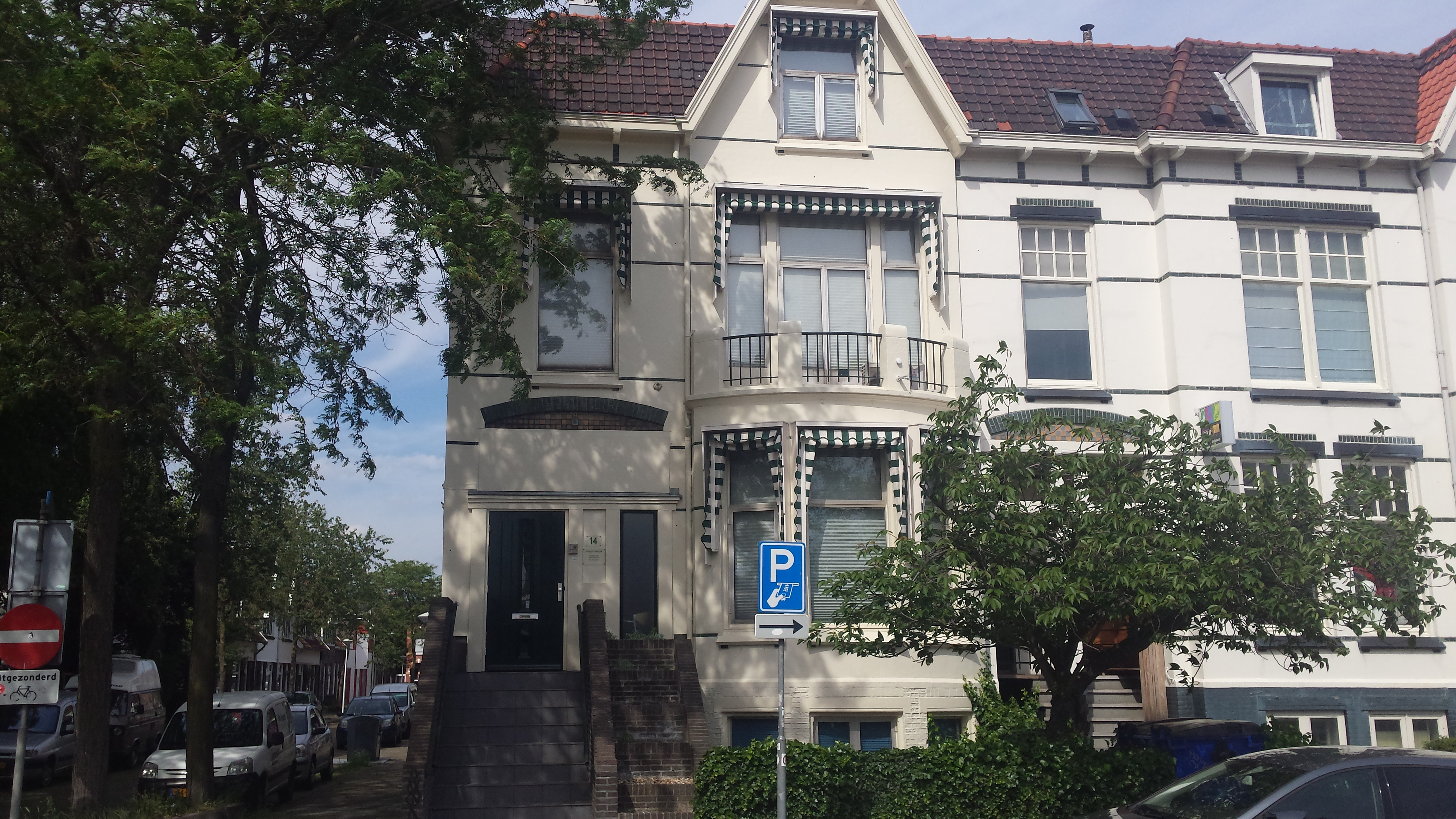
Stimezo Zwolle (2019)

Stimezo Zwolle, Centrum voor Geboorteregeling is een Nederlandse abortuskliniek aan de Oosterlaan 14 in Zwolle. is gespecialiseerd in het ondersteunen van vrouwen die een zwangerschapsafbreking (abortus) tot 13 weken. overwegen. Abortuskliniek Stimezo in Zwolle begeleidt vrouwen in het traject van de besluitvorming, de abortus tot en met de nazorg. De Zwolse kliniek is aangesloten bij de Stichting Samenwerkende Abortusklinieken Nederland (StiSAN).

## Geschiedenis
In 1969 werd de Stichting Medisch Verantwoorde Zwangerschapsonderbreking (Stimezo) opgericht, die zich toelegde op het inrichten van abortusklinieken in Nederland. De Nederlandse Vereniging voor Seksuele Hervorming (NVSH) deed dat ook. In mei 1972 werd vanuit de NVSH een abortuskliniek in Zwolle geopend. Tegen april 1989 was de Zwolse abortuskliniek verzelfstandigd onder de naam Stichting Stimezo Zwolle.
In oktober 2017 vertelde Madelon van Ingen, directeur van Stimezo Zwolle 2005–2017, dat er elke maand nog wel een groepje gepensioneerde mannen bij de Zwolse abortuskliniek kwam protesteren.  De gemeente Zwolle had eerder al extra regels opgesteld, zoals een maximum van 8 demonstranten en dat zij niet recht voor de ingang van de kliniek mochten staan maar wel om de hoek. In december 2017 riep de nieuwe directeur Desiree Knol van Stimezo Zwolle de gemeente op om extra maatregelen te nemen door een stijging van incidenten, waarin zij ondersteund werd door de lokale VVD.
In juni 2018 werd door Sandra Kroeze, medisch directeur van Stimezo Zwolle, ook het Vrouwen Medisch Centrum in 's-Hertogenbosch opgericht. Datzelfde jaar ontstonden er onenigheden binnen het bestuur van Stimezo, waarna de kliniek in maart 2019 tijdelijk onder verscherpt toezicht van de Inspectie Gezondheidszorg en Jeugd werd geplaatst. Om de situatie op te lossen werd er in juni 2019 een nieuw bestuur aangesteld. In juli 2019 werd het verscherpte toezicht weer opgeheven toen de inspectie had geoordeeld dat de veiligheid en kwaliteit niet in het geding waren geweest.
In maart 2020 meldde Stimezo Zwolle dat er minstens twee ochtenden per week een vertegenwoordigster van Schreeuw om Leven bezoeksters aansprak en dikwijls vrouwen zodanig intimideerde dat zij huilend binnenkwamen. De kliniek voelde zich gemiddeld twee keer per maand genoodzaakt om de politie te bellen bij ernstige gevallen van intimidatie, zei directeur Margreet Jansen. Samen met het Humanistisch Verbond en De Bovengrondse bepleitte Stimezo bij de gemeente om een bufferzone in te stellen, ook voor demonstranten die in hun eentje staan te demonstreren en daarom geen vergunning van de gemeente nodig hebben, maar desondanks bezoeksters wel psychologische schade kunnen doen.